# Dessel
Dessel è un comune belga di 8 865 abitanti nelle Fiandre (Provincia di Anversa).